# Hotel Artemis
Hotel Artemis é um filme americano de ação e ficção científica escrito e dirigido por Drew Pearce. É protagonizado por  Jodie Foster, Sterling K. Brown, Sofia Boutella, Jeff Goldblum, Brian Tyree Henry, Jenny Slate, Zachary Quinto, Charlie Day e Dave Bautista. Estreou nos Estados Unidos em 8 de junho de 2018.